# Wielka Zjednoczona Loża Anglii
Wielka Zjednoczona Loża Anglii (United Grand Lodge of England – UGLE) to najstarsza na świecie i najważniejsza w Anglii obediencja wolnomularska. Razem z Wielką Lożą Szkocji i Wielką Lożą Irlandii składa się na grupę najważniejszych Wielkich Lóż regularnych.